# Große Synagoge (Horodnyzja)

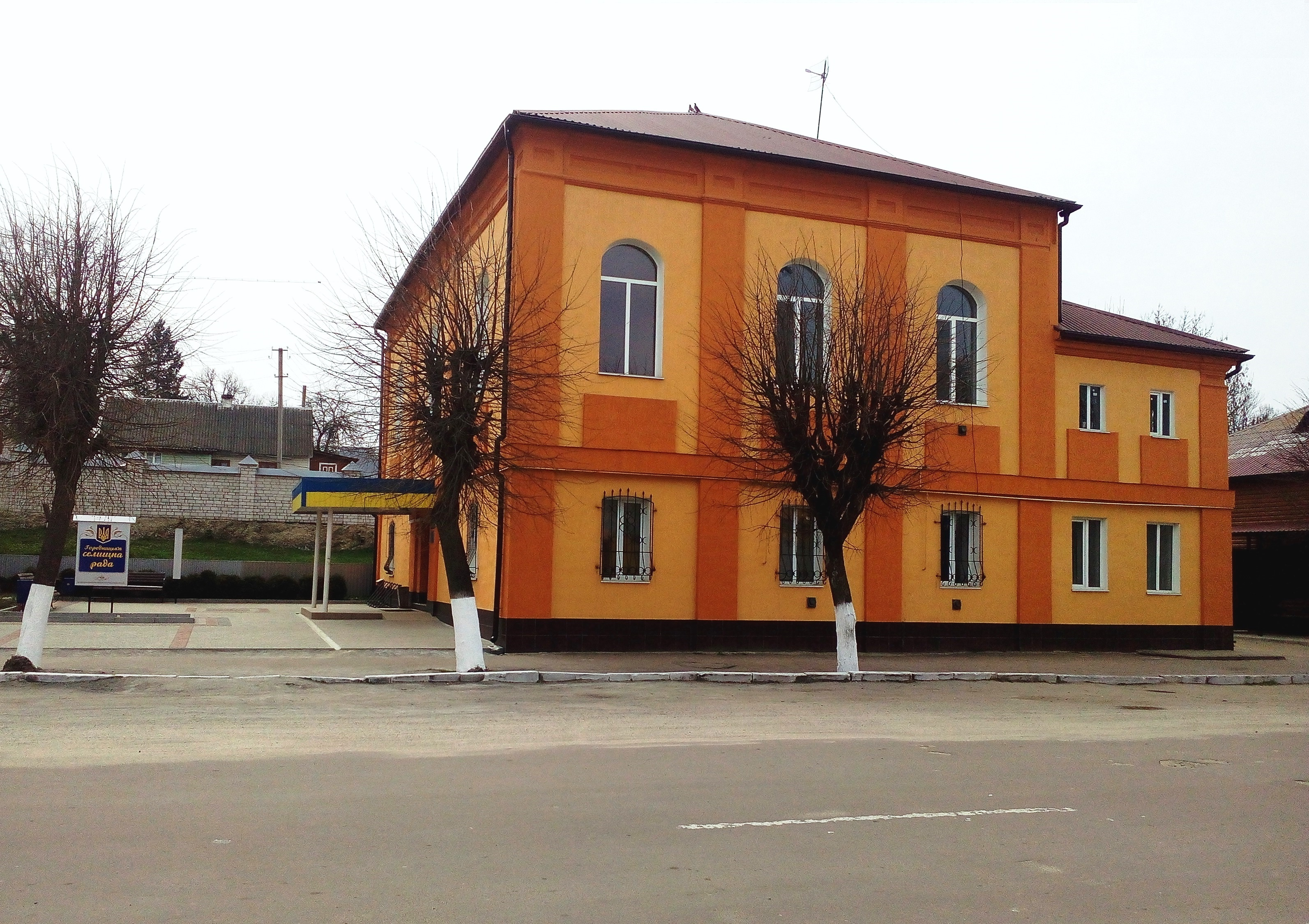
Ehemalige Synagoge (2018)

Die Große Synagoge in Horodnyzja, einer Siedlung städtischen Typs in der ukrainischen Oblast Schytomyr, wurde zwischen 1903 und 1913 erbaut. Sie wird heute als Rathaus und Verwaltungsgebäude des Ortes genutzt.

## Geschichte
Juden lebten in  Horodnyzja seit ungefähr 1800. Eine erste Große Synagoge aus Holz wurde um 1890 gebaut. Ein großes Feuer in 1903 vernichtete unter anderem auch alle bestehenden Gebetshäuser und Synagogen.
Bald nach dem Brand wurde mit der Errichtung einer neuen, steinernen, Großen Synagoge begonnen. Der Bau wurde 1913 vollendet.
Da  Horodnyzja nach dem Ersten Weltkrieg in der Sowjetunion lag, war diese Synagoge auch von den Schließungen der meisten religiösen Gebäude betroffen, wenn auch relativ spät. Sie wurde dann in ein Getreidelager umgewandelt.
Nachdem im Zweiten Weltkrieg fast alle Juden der Stadt im Holocaust ermordet wurden, wurde die Synagoge nach dem Krieg innen umfassend umgebaut und beherbergt seither das Rathaus.
Wie auf einem Foto von 2018 zu sehen ist, wurde das Gebäude kürzlich außen gründlich renoviert; dabei wurden einige der dekorativen Strukturen vereinfacht.

## Architektur
Die Synagoge umfasste das Hauptgebäude und im Westen vorgelagert einen Vorbau. Beide wurden gleichzeitig gebaut. Das Hauptgebäude hat ein Walmdach; das Dach des Anbaus lehnt sich an die Westwand an und ist an den Ecken walmdachmäßig abgeflacht. Innen erstreckte sich der Hauptraum (der Männergebetsraum) über die ganze Gebäudehöhe; bei den Umbauten nach 1945 wurde eine zweite Etage eingezogen und die Räume in mehrere Zimmer unterteilt.
Der Anbau ist niedriger als das restliche Gebäude und hatte schon immer zwei Stockwerke. Unten waren das Vestibül, mögliche weitere Räume, sowie darüber der Frauengebetsraum.
Die Außenwände sind durch Pilaster und ein horizontal verlaufendes Band aufgegliedert. Durchgehend haben Hauptgebäude und Vorbau Fenster in zwei Ebenen; das Hauptgebäude unten kleinere mit Segmentbogen und darüber größere Rundbogenfenster. Der Vorbau hatte durchgehend kleinere Fenster mit Segmentbogen; einige wurden (teilweise) zugemauert.
Ursprünglich gab es zum Vorbau im Westen zwei Eingänge; einen zum Vestibül (und vom dort weiter zum Gebetsraum der Männer), und einen rechts davon, der zur Treppe zur Frauenempore führte. Bei den Umbauten nach dem Krieg wurde in der Ostwand dort, wo sich der Toraschrein befand, eine zusätzliche Tür durch die Wand gebrochen.
Über die Bima, die in der Mitte des Raumes stand, und über den Toraschrein in der Mitte der Ostwand, ist nichts bekannt.